# Ливитт, Джинни Мари
Джинни Мари Ливитт (англ. Jeannie Marie Leavitt; род. 1967, Сент-Луис, Миссури) — генерал Военно-воздушных сил США. В 1993 году она стала первой женщиной-пилотом истребителя ВВС США и была первой женщиной, которая командовала боевым крылом истребителей ВВС. Лётные часы Ливитт насчитывают более 3 тысяч, включая более 300 боевых, на таких самолётах, как F-15E Strike Eagle, T-37 Tweet и T-38 Talon.

## Биография

### Ранние годы
Ливитт родилась в Сент-Луисе (штат Миссури), в семье Джеймса, военнослужащего воздушных сил, и Пэт Флинн. Она посещала частную римско-католическую школу епископа Дубура в Сент-Луисе. После выпуска в 1985 году и до вступления в воздушные силы, она получила степень бакалавра наук по аэрокосмической инженерии в Техасском университете в Остине и степень магистра наук в области аэронавтики и космонавтики в Стэнфордском университете в Калифорнии.

### Карьера
Ливитт начала пилотные тренировки на авиабазе «Лафлин» в Техасе в 1992 году. Она училась в качестве пилота-инструктора самолета T-38 Talon на авиабазе «Рэндолф» в Сан-Антонио, когда ограничения по полетам женщин в боевых миссиях были сняты в апреле 1993 года. После этого, она начала формальную боевую подготовку на самолете F-15E Strike Eagle, став первой женщиной-пилотом истребителя на военной службе.
Лётное время Ливитт на F-15E включает 300 боевых часов, преимущественно над Афганистаном и Ираком. На одной миссии, во время операции «Южное дежурство» в 1996 году, она выполняла поддержку самолетов Tornado GR1 Воздушных сил Великобритании, находясь под угрозой со стороны иракских ракет «земля-воздух» Roland.
С 2002 по 2010 год Ливитт получила три степени магистра:
- магистр делового администрирования (Обернский университет; 2002)
- магистр военного оперативного искусства и науки (Колледж воздушного командования и персонала; 2004)
- магистр стратегии национальной безопасности (Национальный военный колледж; 2010)

Первым подразделением под командованием Ливитт стала 333-я истребительная эскадрилья на авиабазе «Сеймур Джонсон» в Северной Каролине. В июне 2012 года она была назначена командующим 4-го истребительного крыла, но в июне 2014 года, Ливитт отказалась от командования крылом и получила должность главного военного помощника министра обороны США в Вашингтоне.
В 2016 году Ливитт стала первой женщиной, которая взяла под командование 57-е крыло на авиабазе «Неллис», и была повышена до бригадного генерала. С 2019 года генерал-майор.

## Награды
| | Медаль «За отличную службу»                              |
| Width-44 crimson ribbon with a pair of width-2 white stripes on the edges | Орден «Легион почёта»                                    |
| Width-44 scarlet ribbon with width-4 ultramarine blue stripe at center, surrounded by width-1 white stripes. Width-1 white stripes are at the edges.                                       | Бронзовая звезда                                         |
| Бронзовый пучок дубовых листьев | Медаль «За похвальную службу» с тремя дубовыми листьями  |
| Бронзовый пучок дубовых листьев · Бронзовый пучок дубовых листьев · Бронзовый пучок дубовых листьев · Width-44 crimson ribbon with two width-8 white stripes at distance 4 from the edges. | Медаль «За похвальную службу» (Вооружённые силы США)     |
| Бронзовый пучок дубовых листьев · Бронзовый пучок дубовых листьев · Бронзовый пучок дубовых листьев · Бронзовый пучок дубовых листьев                                                      | Медаль военно-воздушных сил с четырьмя дубовыми листьями |
| | Похвальная медаль                                        |